# Păulești (Satu Mare)
Păulești (Szatmárpálfalva en hongrois) est une commune roumaine du județ de Satu Mare, dans la région historique de Transylvanie et dans la région de développement du Nord-ouest.

## Géographie
La commune de Păulești est située au centre-est du județ, dans la plaine alluviale du Someș, sur la rive gauche de la rivière, à 4 km à l'est de Satu Mare, le chef-lieu du județ, dont elle est quasiment un faubourg.
La municipalité est composée des six villages suivants (population en 2002) :
- Amați (932) ;
- Ambud (1 044) ;
- Hrip (651) ;
- Păulești (849), siège de la commune ;
- Petin (651) ;
- Rușeni (232).

## Histoire
La première mention écrite du village de Păulești date de 1379. Le village de Petin est cité en 1316, celui de Amați en 1332, celui de Hrip en 1370, celui de Ambud en 1373 et enfin, celui de Rușeni au XVe siècle, en 1411.
La commune, qui appartenait au royaume de Hongrie, faisait partie de la principauté de Transylvanie et elle en a donc suivi l'histoire.
Après le compromis de 1867 entre Autrichiens et Hongrois de l'empire d'Autriche, la principauté de Transylvanie disparaît et, en 1876, le royaume de Hongrie est partagé en comitats. Păulești intègre le comitat de Szatmár (Szatmár vármegye).
À la fin de la Première Guerre mondiale, l'Empire austro-hongrois disparaît et la commune rejoint la Grande Roumanie au traité de Trianon.
En 1940, à la suite du deuxième arbitrage de Vienne, elle est annexée par la Hongrie jusqu'en 1944, période durant laquelle sa communauté juive est exterminée par les nazis. Elle réintègre la Roumanie après la Seconde Guerre mondiale au traité de Paris en 1947.

## Politique
Le Conseil Municipal de Păulești compte 13 sièges de conseillers municipaux. À l'issue des élections municipales de juin 2008, Iosif Nagy (UDMR) a été élu maire de la commune.
| Parti                                      | Nombre de conseillers |
| ------------------------------------------ | --------------------- |
| Union démocrate magyare de Roumanie (UDMR) | 7                     |
| Parti social-démocrate (PSD)               | 3                     |
| Parti démocrate-libéral (PD-L)             | 2                     |
| Parti national libéral (PNL)               | 1                     |

## Religions
En 2002, la composition religieuse de la commune était la suivante :
- Réformés, 45,67 % ;
- Chrétiens orthodoxes, 42,67 % ;
- Catholiques romains, 5,57 % ;
- Grecs-Catholiques, 2,93 % ;
- Pentecôtistes, 2,38 %.

## Démographie
En 1910, à l'époque austro-hongroise, la commune comptait 3 072 Hongrois (69,13 %), 1 336 Roumains (30,06 %) et 34 Tsiganes (0,77 %).
En 1930, on dénombrait 2 373 Hongrois (53,00 %), 1 897 Roumains (42,37 %), 130 Juifs (2,90 %) et 67 Tsiganes (1,50 %).
En 1956, après la Seconde Guerre mondiale, 2 461 Hongrois (53,42 %) côtoyaient 2 136 Roumains (46,36 %).
En 2002, la commune comptait 2 063 Hongrois (47,32 %), 1 888 Roumains (43,31 %) et 395 Tsiganes (9,06 %). On comptait à cette date 1 343 ménages et 1 515 logements.
| 1880  | 1890  | 1900  | 1910  | 1920  | 1930  | 1941  | 1956  | 1966  |
| ----- | ----- | ----- | ----- | ----- | ----- | ----- | ----- | ----- |
| 3 156 | 3 713 | 4 334 | 4 444 | 4 152 | 4 477 | 4 316 | 4 607 | 4 541 |

| 1977  | 1992  | 2002  | 2007  | - | - | - | - | - |
| ----- | ----- | ----- | ----- | - | - | - | - | - |
| 4 908 | 4 200 | 4 359 | 4 898 | - | - | - | - | - |

## Économie
L'économie de la commune repose sur l'agriculture, le commerce et quelques industries comme les constructions mécaniques et la fabrication de béton.

## Communications

### Routes
Le village de Păulești, comme ceux d'Ambud et de Petin, est situé sur la route régionale DJ193 qui mène à l'ouest à Satu Mare et à l'est vers Valea Vinului et le județ de Maramureș.
Les villages d'Amați et Rușeni sont situés sur la route DJ193A et le village de Hrip sur la DJ193D.

### Voies ferrées
La gare la plus proche est celle de Satu Mare.

## Lieux et monuments
- Păulești, église réformée de 1890[8].
- Păulești, musée consacré à Blanka Telecki (1806-1862), écrivain de langue hongroise, qui participa à la révolution de 1848 et créa l'une des premières écoles consacrées aux femmes[8].
- Păulești, manoir des comtes Telecki daté de 1862[8].
- Păulești, manoir Horvath Pal, du XIXe siècle[8].
- Amați, église orthodoxe des Sts Archanges de 1880[9].
- Amați, église réformée de 1827[8].
- Hrip, église orthodoxe de 1896[9].
- Hrip, église réformée construite entre 1798 et 1810[8].
- Rușeni, église orthodoxe de 1870[9].
- Petin, église réformée de 1873[8].
- Ambud, église réformée de 1862[10].